# Zak Starkey
Zak Starkey (ur. 13 września 1965 w Londynie) – angielski perkusista, syn Ringo Starra, od 2004 perkusista britpopowej grupy Oasis (nie był oficjalnym członkiem zespołu), wcześniej grał w zespole The Who. Grał także w zespole Johnnyego Marra – The Healers. W maju 2008 roku ogłoszono rozstanie Zaka Starkeya z zespołem Oasis po tym jak doszło do jego kłótni z liderem grupy Noelem Gallagherem.